# Marty Jemison
Marty Jemison (né le 18 mai 1965 à Salt Lake City) est un coureur cycliste américain. Professionnel de 1994 à 2000, il a notamment été champion des États-Unis sur route en 1999.

## Biographie
Membre de l'équipe US Postal Service, il a participé à deux éditions du Tour de France et a été un coéquipier de Lance Armstrong lors de ses premiers succès à son retour à la compétition en 1998 (Tour de Luxembourg, Tour de Rhénanie-Palatinat). Il a été sélectionné en équipe nationale américaine lors des championnats du monde de 1994 et de 1997.

## Palmarès
- 1991
  - Grand Prix de Saint-Georges-sur-Loire
  - 2e du Tour du Pays des Olonnes
- 1992
  - Flèche de Locminé
  - Tour de Marie-Galante
  - 3e étape du Tour d'Émeraude
  - 3e des Trois Jours des Mauges
- 1993
  -  Champion des États-Unis sur route amateurs
  - Tour de Beauce
  - 3e du Grand Prix de Cours-la-Ville
- 1996
  - Cascade Classic :
    - Classement général
    - 1re étape

  - 3e étape de la Fitchburg Longsjo Classic
  - 2e de la Course de la Solidarité olympique
  - 2e de la Fitchburg Longsjo Classic
  - 3e de la Rutas de América
  - 3e du First Union Invitational
- 1997
  - Grand Prix d'Atlanta
  - First Union Grand Prix
- 1998
  - 3e du Grand Prix d'Atlanta
- 1999
  -  Champion des États-Unis sur route
- 2000
  - 3e de la Wilmington Classic

## Résultats sur les grands tours

### Tour de France
2 participations
- 1997 : 96e
- 1998 : 48e